# ProGay

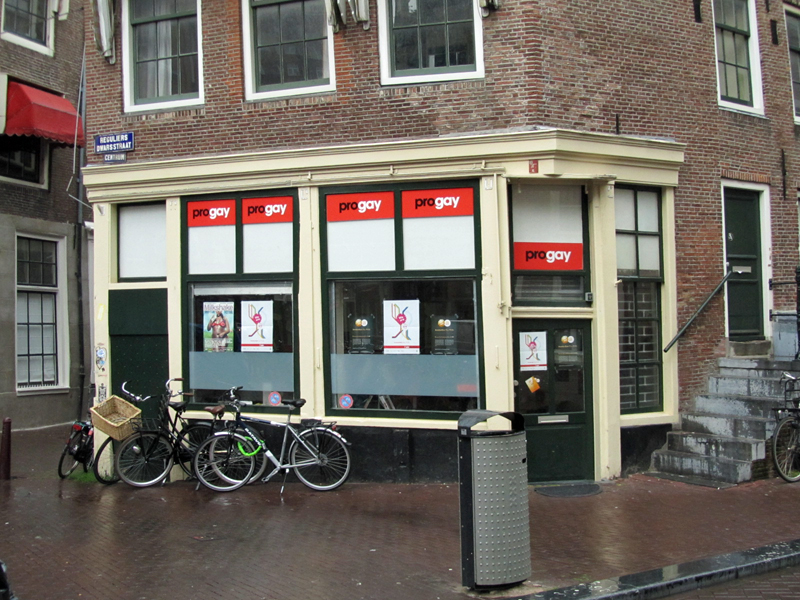
Het vroegere kantoor van ProGay aan de Reguliersdwarsstraat 121 in Amsterdam

ProGay is een stichting die van 2006 t/m 2013 de jaarlijkse Amsterdam Gay Pride organiseerde en daarnaast vanaf 2008 ook het eveneens jaarlijkse evenement Pink Christmas.

## Oprichting
In augustus 2005 vroeg ProGay (als stichting in oprichting) de vergunning aan om de Amsterdam Gay Pride in het jaar 2006 te mogen organiseren. Het Stadsdeel Centrum wilde namelijk ook  nieuwe initiatiefnemers een kans geven, waardoor Gay Business Amsterdam (GBA), die het evenement had bedacht en van 1996 t/m 2005 had georganiseerd, zijn monopolie zou verliezen. GBA trok, nadat de gemeente Amsterdam had aangegeven bij de vergunningverlening de voorkeur te geven aan nieuwe initiatieven, daarop begin mei zijn kandidatuur terug, mede omdat de aangescherpte veiligheidseisen onbetaalbaar zouden worden en de gemeente had gemeld aan de GBA geen subsidie te willen geven. ProGay kreeg wel subsidie en ook de  vergunning voor het organiseren van de botenparade en evenementen in de hele binnenstad.
ProGay was in eerste instantie een samenwerkingsverband tussen Florine Muije (eigenaar van Grand café l'Opera aan het Rembrandtplein en van de vroegere lesbische disco You II aan de Amstel) en Hugo Braakhuis (eigenaar van het homocafé le Montmartre de Paris in de Halvemaansteeg) om de feesten op het Rembrandtplein te organiseren. Florine Muije trok zich hieruit terug en uiteindelijk werd op 24 juli 2006 door Hugo Braakhuis bij Baker & McKenzie de stichting ProGay opgericht. In een gesprek met burgemeester Job Cohen werd vervolgens besloten om de stichting ProGay ook de vergunning voor de botenparade te verlenen. Hugo Braakhuis was van 2006 t/m 2008 voorzitter en is nog steeds actief bestuurslid.

## Doelstelling
De Stichting ProGay stelt zich tot doel om Amsterdam als homohoofdstad te versterken en sociale acceptatie van homoseksualiteit te stimuleren. Dit doet ze door evenementen mogelijk te maken die seksuele diversiteit zichtbaar maken in de maatschappij en door de roze kalender binnen Amsterdam met innovatieve evenementen te vullen. Voor de invulling van de Amsterdam Gay Pride heeft ProGay gekozen voor verbreding en verdieping, zodat er naast feesten ook een inhoudelijke en culturele programmering is, om daarmee aantrekkelijk te zijn voor alle doelgroepen die zich verbonden voelen met de gemeenschap van lesbiennes, homo's, biseksuelen, transgenders en queers (lhbtq'ers).

## Organisatie
De stichting ProGay heeft een onbezoldigd bestuur onder voorzitterschap van Hubert Fermina. Hij is de opvolger van Irene Hemelaar, die per 1 mei 2012 als directeur van de werkorganisatie van ProGay is aangesteld. Hemelaar nam het voorzitterschap in 2010 over van Frank van Dalen, die sinds 2007 het boegbeeld van ProGay was.
Het bestuur van de stichting legt verantwoording af aan de raad van toezicht, die bestaat uit drie leden onder voorzitterschap van Tjeerd Herrema. Hij volgde in 2010 Ferry Houterman op, die sinds 2007 voorzitter van de raad van toezicht was geweest.
Sinds mei 2012 kent ProGay drie betaalde medewerkers, waaronder een directeur. Deze fungeert als hoofd van de werkorganisatie, waartoe bovendien een aantal vrijwilligers behoren. Na een verblijf van 2 jaar aan de Reguliersdwarsstraat is het kantoor van ProGay sinds december 2012 gevestigd in Studio Korte Leidse, Korte Leidsedwarsstraat 12 in Amsterdam.

## Opsplitsing
Eind 2013 besloten Irene Hemelaar, tot dan toe directeur van de werkorganisatie, en twee andere medewerkers om ProGay te verlaten en verder te gaan met een eigen, nieuw opgerichte stichting Amsterdam Gay Pride (AGP). Deze stichting meldde zich, naast ProGay en Gay Business Amsterdam (GBA) aan als kandidaat voor de vergunning om de Amsterdam Gay Pride te mogen organiseren. Op 19 december 2013 besloot de gemeente Amsterdam om deze vergunning aan de nieuwe stichting Amsterdam Gay Pride te verlenen.